# CRM
Un CRM (customer relationship management) o gestor de relació amb els clients és un programari destinat a gestionar la informació dels clients (o, per extensió, dels contactes) d'empreses i altres tipus d'organitzacions.
En un CRM es registra la informació dels clients o contactes, tant de caràcter personal com d'organització, i les seves interrelacions. La informació gestionada es pot utilitzar amb finalitats de màrqueting, comercials, operacionals...
Un CRM acostuma a servir de suport al departament comercial de les empreses, a les quals permet gestionar xarxes de contactes (clients potencials), assignar tasques, enviar butlletins o missatges promocionals, gestionar esdeveniments, etc.
Alguns exemples de CRM de programari lliure són:
- CiviCRM, orientat a les organitzacions del tercer sector, administracions, col·legis professionals, etc.
- Eneboo
- SugarCRM
- SuiteCRM
- Vtiger CRM
- ZurmoCRM